# Натиональштрассе B6
Натиональштрассе B6 — важнейший транспортный путь в восточной области Виндхука. Натиональштрассе B6 является частью Транскалахарской автомагистрали, доходит через Гобабис до Буитепоса (граница с Анголой).